# Ethylmaltol
Ethylmaltol is een synthetische smaak- en aromastof. In zuivere toestand is ze een witte kristallijne stof. Ze heeft een zoete karamelgeur die vier tot zes keer krachtiger is dan die van het chemisch gelijkaardige maltol. Beide stoffen zijn γ- of 4-pyronen, maar waar maltol een methylgroep bezit, heeft ethylmaltol een ethylgroep.

## Synthese
In tegenstelling tot maltol komt ethylmaltol niet voor in de natuur. Er bestaan verschillende syntheseroutes voor, bijvoorbeeld uitgaande van een furfurylalcohol.

## Toepassingen
Ethylmaltol wordt gebruikt in parfums en als smaakversterker in voedingswaren, dranken en tabak. Het E-nummer van ethylmaltol is E637.